# Абхазский традиционный пантеон
Абхазский традиционный пантеон — список сверхъестественных традиционных божественных существ и религиозных культов почитания богов, предметов, природных явлений политеистического воззрения абхазов.
Тесная связь абхазов с природой, сакрализация многих природных объектов — гор, деревьев, рек, родников, светил, атмосферных явлений, огромное количество мест обитания сверхъестественной силы послужило формированию у них своеобразной ментальности, которая сохраняется и поныне, особенно в сельских районах. Согласно такому восприятию мира человек является неотъемлемой частью природы и человек, как и природа есть божественное творение. Религиозное сознание предполагает гармоническое сосуществование этих двух элементов мироздания. Появление богов традиционного пантеона во главе с Анцва явилось логическим продолжением такого мировосприятия, что и по сей день является краеугольным камнем национального менталитета. Согласно ему сама земля Абхазии считается уделом Анцва, который он передал абхазам в вечное пользование. Изначально, с момента появления веры, сверхъестественную силу именовали Аныха. Впоследствии «Аныха» стали называть и образованные стационарные святилища, которые по сей день функционируют как культовые места традиционной (автохтонной) религии. Последующее олицетворение Аныха привело к возникновению политеистических верований. Новые боги, обретая облик, функции и имена, с течением времени составили обширный и централизованный пантеон с главенствующим верховным божеством Анцва. Образ главного божества, очевидно, представляет собой результат обобщения религиозных представлений о нескольких могущественных божествах: Афы, Айерг, Ажвейпшаа, Шашвы и др.
| Анцва́ (Анцәа)                                               | Единый верховный бог-творец                                                                          | Имя получено от слов «а́н» — мать и «цва» — много, то есть «много матерей» (ма́тери). Слово стоит во множественном числе; «а́нцва» (ж. р.) — матери, а «Анцва́» (м. р.) — бог. Имя высшего божества сначала, по-видимому, употреблялось в женском роде. Но потом из «многих матерей-богов» получился единый бог мужского рода. Грамматически разница всего лишь в ударении. Изменение пола богов часто наблюдается в первобытных религиях и анцва в этом отношении не является исключением. Абхазы убеждены, что бог един, но бесконечно множествен в своих долях. Ему подчиняются все боги, как высшему существу. Любое явление природы, каждый род, семья или отдельная личность имеют свою долю бога, подобно тому, как каждый христианин имеет своего ангела-хранителя. Такое «долевое» понятие о божестве ещё раз подчёркивает множественное число слова «анцва». У бога Анцва есть сестра, от которой произошёл род дьяволов. Поэтому Анцва не имеет права уничтожить дьяволов — своих кровных родственников. | [ 3 ]                                            |
| Культ предков                                               | Анимистические представления о загробной жизни                                                       | Особенностью абхазской автохтонной религии является устойчивое представление о силе и жизни духа. Согласно их верованиям всё живое является носителем сверхъестественного духовного начала. Никогда «душа» не должна находиться вдали от тела ни в этой, ни в загробной жизни. Смерть наступает после того, как душа покидает тело. И если человек умер вдали от дома, а похоронен на родовом кладбище, то следует обязательно воссоединить душу с телом. Для этого абхазы совершают уникальный архаичный обряд «собирания души» в бурдюк на месте смерти человека и переносят её в могилу, где покоится прах носителя. Таким образом душа соединяется с телом и переселяется в загробный мир. С наличием таких представлений связан весьма развитый и сохранившийся до наших дней культ предков, подкреплённый убеждениями о продолжении жизни в ином мире, о неразрывной духовной связи между умершими и их живыми потомками. Наличие на территории Абхазии значительного количества мегалитических культовых сооружений: дольменов, кромлехов и менгиров, каменных ящиков-саркофагов, гротов, оссуариев и др. подтверждает существование культа душ умерших предков ещё со времён эпохи неолита. Эти места различных способов захоронений, как обиталища душ предков, приобретали сакральный смысл, что придавало месту погребения и соответствующему погребальному сооружению культовый характер. | [ 4 ]                                            |
| Верования и обычаи, связанные с хозяйственной деятельностью | | |                                                  |
| Земледелие                                                  | | |                                                  |
| Анапа-Нага (Анафа-Нага) (Анаҧа-Нага)                        | Бог урожая. Шестая доля бога Айтар                                                                   | Анапа-Нага («мать, приносящая просо») — божество мужского пола (первоначально видимо он имел женский облик). Этот покровитель земледелия менее популярен, чем богиня Джаджа и в настоящее время совершенно забыт. Ему воздают молебен во время сева, чтобы он дал хороший урожай. В молитве просят: «Дай нам такую кукурузу, чтобы при сборе пришлось нам гнуть её крючками и подрубать цалдою». | [ 6 ] [ 7 ]                                      |
| Джаджа (Џаџа)                                               | Богиня полеводства, огородничества и плодородия                                                      | Джаджа играет главную роль в комплексе верований и обрядов земледельческого хозяйства. В представлении абхазов это женщина низкого роста, плотного телосложения, расхаживающая по кукурузным полям. Моление совершалось после сбора урожая — осенью и в середине Великого поста. Для этого готовились кушанья из тех злаков и плодов, которые возделывались в хозяйстве и непременно должна быть тыква. Жертвоприношение осуществляется вне дома — на ниве (в поле). При этом благодарили её за хороший урожай, а если урожай был плох, то просили о хорошем в будущем году, чтобы он не пострадал от ветра и града. По сведениям Г. Ф. Чурсина культ Джаджы ныне почти забыт. | [ 8 ] [ 9 ] [ 5 ]                                |
| Скотоводство                                                | | |                                                  |
| Айтар (Антар, Анатори)                                      | Бог обновления природы, размножения и покровитель домашнего скота, глава семи богов                  | Айтар является самым важным божеством в скотоводстве. Ему соподчинены семь «божественных сил», составляющих его доли. Поэтому Айтару ставят семь свечей. Отдельные домашние животные имеют особых своих покровителей, ныне уже совершенно забытых: Джабран (абх. Џьабран) — божество мелкого рогатого скота, покровительница коз, овец. Джабран молились в первый четверг марта. С моления в её честь начинался цикл весенних религиозных обрядов, посвящённых Айтару; Жвабран (абх. Жәабран) — покровительница крупного рогатого скота. Ей молились в субботний день Масленицы; Алышкинтр (абх. Алышькьынтыр) — божество, покровительствующее собакам. Этому божеству поклоняются, чтобы оно дало дому верных друзей человека — собак-сторожей добра и домашнего скота; Ачишашан (Атшишашан) (абх. Аҽышьашьана) — покровитель лошадей, мулов и ослов; седьмая доля Айтар. Ачишашану согласно иерархии молились последнему и в жертву, как и многим другим богам, приносили лепёшки, изображавшие лошадь. Моление Айтару с соответствующими жертвоприношениями устраивается раз в год. При отправлении стад в горы на летние пастбища пастух выбирает лучшего барана, режет его и молится Айтару о том, чтобы благополучно подняться со стадами в горы. Во время трапезы сидят на земле; пищу класть на землю или на стол не полагается, её развешивают на ветвях деревьев. После возвращения стад домой совершается благодарственное моление божеству. Наряду с этим молением все скотоводы в субботу перед Масленицей устраивают обряд моления Жвабрану. При этом пекут большой четырёхугольный чурек без сыра. Едят его в первую неделю великого поста. Тесто для чурека готовят за два-три дня. Чурек разрезается на очаге на четырёхугольные доли. Около очага должен лежать большой круг сыра—«сыр святых». Этот сыр также режут на четырёхугольные доли и при этом совершается моление. На другой день рассылают по куску чурека и сыра соседям, которые отвечают взаимностью. | [ 11 ] [ 12 ] [ 13 ] [ 14 ]                      |
| Айерг (Ейрыг) (Аиергь)                                      | Покровитель скотоводству и пастухам, охоте, природе, людям в целом; бог войны и грабежей             | Местопребыванием Айерга считаются горные скалы, живописные места в горах, побережья рек и моря. К нему обращаются во время стихийных бедствий; поют хвалебные гимны в его честь. В горах, при молении, Айерг не упоминается. О ниспослании благоденствия пастухи обращаются к покровителю гор — Афашьханху. В преданиях Айерг представлен не только покровителем, но и карателем врагов природы, кто своим поведением осквернил чистые места в горах. В старые времена запрещалось, например, купаться в горных реках голым под открытым небом. По своим функциям Афашьханху тождественнен божеству Айерг. Под именем «Айерг», видимо, скрывается святой Георгий Победоносец, который в христианской религии абхазов заменил более древнее языческое божество Афашьханху. В этом случае наблюдается синкретное смешение религиозных обрядов и отождествление в народном сознании христианского святого и божества традиционного пантеона. Образ Айерг приобрёл новый аспект — военный, который уже давно почти вытеснил старые охотничьи функции. Абхазские воины после возвращения из похода в благодарственной молитве произносили рядом оба этих имени: «А, Ерги, о Георгий, покровитель мужества и храбрости!». В селе Аацы находится святилище Айерги — Айерг-ацных, которое ещё не так давно почиталось ворами и разбойниками. | [ 16 ] [ 17 ] [ 18 ]                             |
| Акамгария (Скамгария, Мкамгария, Окынгерия)                 | Покровительница скота вообще и в частности буйволов                                                  | Абхазы полагают, что если Акамгария покровительствует человеку, то волк не тронет его животных. Моление Акамгарии устраивается во время стрижки овец, когда её просят о благополучии в доме и хозяйстве, а также в случае, если часть стада затерялась в лесу. Тогда пастух молится Акамгарии, чтобы найти потерявшихся и при этом приносит в жертву овцу. Кроме этого пастухи устраивают моление богине через каждые три года. Пастух заранее намечает овцу, надрезая ей ухо, и через три года, посвящаемая овца приносится в жертву. | [ 20 ]                                           |
| Охота                                                       | | |                                                  |
| Ажвейпшаа (Ажәеиҧшьаа)                                      | Боги зверей и охоты                                                                                  | Ажвейпшаа представляется в образе глухого бородатого старца, одетого в шкуру оленя. Во многих поверьях Ажвейпшаа предстаёт не только покровителем зверей и охоты, но и как владыка леса. Охота у абхазов считается священным промыслом. Об охотнике, ушедшем на охоту, говорить не принято; в крайнем случае говорят, что он куда-то ушёл. Добыча среди охотников делится поровну, лишь голова зверя достаётся тому, кто его убил. Не следует убивать зверей белого или другого необычного цвета. Животные необыкновенного цвета имеют особое отношение к богам. Это звери — пастухи Ажвйпшаа; они пасут других зверей. Если убить такого зверя, то Ажвепшаа никогда не даст больше дичи. Слово «Ажвейпшаа» стоит во множественном числе (окончание «аа» — показатель множественности), и потому под этим именем подразумевается не один бог, а «боги зверей и охоты, которые живут в дремучих лесах и ведут обыкновенную семейную жизнь». У Ажвейпшаа есть вечно юные дочери-красавицы, вступающие в любовные отношения с неженатыми охотниками. | [ 21 ] [ 22 ] [ 23 ]                             |
| Пчеловодство                                                | | |                                                  |
| Анана-Гунда (Джара-Гуна, Джгере-Гуна)                       | Богиня диких пчёл и покровительница пчеловодства, женщин и деторождения                              | Название возможно образовано от слов «ан» (абх.) — мать и «гунди» (груз.) — рой. По преданиям богиня появляется в облике пчелиной матки. К Анане обращаются также о даровании детей. Моления устраиваются весной — в начале роения пчёл (на Вознесение) и летом — перед сбором мёда (в день Преображения). Весной варится каша с мёдом, затем хозяин обрызгивает частью каши ульи, остальное съедает сам. Другим этой каши давать не полагается. В летнее моление в одном из ульёв берут мёд, варят мамалыгу, едят сами и угощают только однофамильцев, пришедших в гости. После окончания сезона и приведения в порядок пасеки устраивается праздник «шханых» («ашха» — пчела, «ныхва» — моление). Готовят пирожки, молятся и просят об успехе и благополучии пчеловодческого дела. Центр культа находится в ущелье реки Гумисты, на скале Анантвара, в расщелинах которой водятся множество диких пчёл. На священную скалу запрещено было подниматься. | [ 25 ] [ 26 ]                                    |
| Домашний быт                                                | | |                                                  |
| Ажахара (Ажьаҳара)                                          | Божество домашнего очага и родства                                                                   | Формирование Ажахара как божества домашнего очага и родства связано с образованием семьи. Имя божества состоит из слов «ажьы» — плоть и «ахара» — размножение. Местом пребывания Ажахара считается очаг, который служит непосредственным и незаменимым местом проведения многих семейных ритуальных действий. У очага выполняются некоторые магические действия, особенно при заболевании женщин и детей, проклинают провинившихся и клянутся в невиновности те, кто хочет снять с себя подозрения, церемониальное приобщение невесты к очагу, при котором её трижды обводят вокруг очага и др. | [ 27 ]                                           |
| Ерыш (Ерыш-ҟан)                                             | Покровительница ткацкого ремесла                                                                     | Имя происходит от абхазского «арышра» — отбеливать (катать) холст. Совершают молебен и приносят жертву Ерыше когда приступают к ткацким работам. И ныне существуют различные приветы в разное время работы ткача. Например, если застают ткача за натягиванием основ, то произносят: «доведи до конца и остаток оставь»; если — за процессом ткачества или валяния сукна, то говорят: «скорее докончить тебе». | [ 28 ] [ 29 ]                                    |
| Лымилах (Нымирах, Шимирах)                                  | Бог супружеского счастья молодёжи                                                                    | Лымилах представляется как доброе божество — он не требует никакого специального моления или жертвоприношения. Вечером последнего дня цикла весенних религиозных обрядов, посвящённых Айтару, молодые юноши и девушки собираются у кого-либо дома и гадают о своём счастье. Это — вечер смеха, веселья и общения. Варится много акуакуар (медовые лепёшки) обычного размера и маленькие сильно подсоленные, чтобы каждому досталось по три. В один маленький сильно просоленый кладут фундуковую щепочку, называемую «колом счастья». Каждому участнику кроме обычного печенья даётся по три маленьких. Все выходят во двор, молча едят свои лепёшки и про себя просят Лымилах, чтобы он удостоил его счастливой семейной жизни. Кому достанется «кол счастья», у того «вечер лымилах» пройдёт в следующем году. Затем все возвращаются в комнату и весело проводят время за ужином. | [ 10 ]                                           |
| Сауна (Саунау, Сыусана)                                     | Богиня мукомолья, божественная сила ручной мельницы                                                  | Божественная сила возникла в условиях земледельческого быта, когда жёрнов ручной мельницы вращали исключительно девушки и пели песню этой силе — «песнь жёрнову», обращаясь к мельнице, как к божеству. Обращаясь к божеству, женщины подчёркивали его мощь, величие и выражали просьбу, связанную с материальным благополучием: «Саунау, Саунау! В мыльный порошок мелет, миской тебе даю, чаном у тебя возьму!» | [ 6 ] [ 30 ]                                     |
| Культ священного огня                                       | Сакральное очищение огнём животных и людей                                                           | Почитание огня и очага сохранилось среди абхазов в довольно слабой степени. При появлении эпидемии среди домашних животных абхазы гасят все огни и разжигают священный огонь, веря в его спасительную силу. Затем разводят большие костры и между ними проводят всех животных и людей. Священный огонь добывается трением сухих фундуковых палочек, напевая при этом песню огня и горя. После этого каждый берёт из костра по головешке и у себя дома вновь разводят огонь от священного. Этот обряд сохранился лишь в некоторых районах Абхазии. Считается сильным проклятием, если сказать: «да погаснет огонь в твоём очаге», что означает «да вымрет весь дом твой». На вере в очистительную силу огня основывается также сохранившийся обычай вечером 14 августа накануне праздника Успения Богородицы перепрыгивать через костёр, якобы ограждая себя от нечистой силы. Предполагается, что особое действие оказывает костёр, разведённый на развилке семи дорог. В этом обряде просматривается синкретное смешение языческого обычая, приуроченного к христианскому празднику. | [ 31 ] [ 32 ]                                    |
| Культ железа (Ажирныхва (абх. Ажьырныҳәа) — моление кузне)  | Почитание кузни, кузнечного дела и кузнеца                                                           | Устойчивый культ железа и кузнечного ремесла зародился у абхазов в период освоения обработки железа. Такого высокого почитания кузни, кузнечного дела и кузнецов как у абхазов, нет ни у одного из народов Кавказа. В сознании людей выполнение религиозного обряда было необходимым условием успешной работы кузнеца. С образованием традиционного пантеона абхазских богов, появился бог железа и кузнечного ремесла — Шашвы. | [ 33 ] [ 34 ] [ 35 ] [ 36 ]                      |
| Шашвы (Шьашәы)                                              | Бог железа и покровитель кузнечного ремесла                                                          | В абхазском языческом пантеоне бог Шашвы по важности уступает только верховному богу Анцва. Жертвоприношение совершается накануне Старого Нового года — режется козлёнок и на каждого члена семьи по каплуну, испекается большой чурек с сыром и в полночь около семейной кузни при свечах совершается моление. Для этого события запасаются специальным кувшином вина. Ныне это моление в сознании людей связывается не столько с культом Шашвы, сколько с испрашиванием благополучия для семьи в наступившем году. | [ 37 ] [ 34 ] [ 36 ]                             |
| Верования и обычаи, связанные с культом природы             | | |                                                  |
| Адгил-дедопал («Царица земли») (Адгьыл-дедоҧал)             | Божественная сила земли                                                                              | У абхазов сложилось представление о том, что всякое место, каждый земельный участок имеет свою «божественную силу» — покровительницу этого места. Адгил-дедопал абхазы совершают молебен и жертвоприношение при родах, при некоторых заболеваниях, при поселении на новом месте, при собирании лекарственных трав, при высаживании наседки с цыплятами из гнезда на землю, при смене пастушьих стоянок; охотники переходя из одного охотничьего района в другой совершают молитву «силе земли» покидаемого места. | [ 38 ]                                           |
| Ага-инцваху (Ага-инцәаху)                                   | Божество моря                                                                                        | «Ага» — море, «ныха» — святилище (дословно икона). Этому божеству приносятся жертвоприношения, когда приходится надолго останавливаться на берегу моря. Запрещается плевать в море и бросать камешки — иначе оно начинает бушевать и может наказать непочтительных. | [ 39 ]                                           |
| Афы                                                         | Повелитель грома, молнии и других атмосферных явлений                                                | Всё поражённое молнией становится в глазах абхаза достоянием божества. Зажжённый молнией дом нельзя тушить, в таком доме нельзя жить, деревом, поражённым молнией нельзя воспользоваться. Убитых домашних животных, поднимают с особыми церемониями и укладывают на деревянный помост, оставляя на съедение птицам. Этот обряд выполняется в некоторых местностях и ныне, а в других убитая молнией скотина просто выбрасывается. Человека, убитого молнией, согласно старинным обычаям сначала с молитвенным пением кладут на помост, а уже затем хоронят. Моление Афы совершается при отправлении стад в горы в начале лета и при возвращении их осенью, а также во время засухи. | [ 40 ]                                           |
| Дзыдзлан («Золотая владычица воды») (Аӡыӡлан)               | Божество воды: рек, озёр и всех водоёмов                                                             | Водяная дева Дзыдзлан обитает в реках, озёрах, родниках. Боится чёрной собаки, волка; к дикому кабану и свинье питает отвращение. Образ её представлен прекрасной обнажённой женщиной с длинными золотистыми волосами. Ступни ног обращены пятками наперёд, поэтому её нельзя повалить на спину. Тело у Дзыдзлан холодное, как у рыбы. Доставлять в дом воду — дело женское, поэтому и божество воды представлено в её образе и только женщины совершают моления и приносят жертвы «матери воды». Выйдя замуж молодая женщина должна установить добрые отношения с «владычицей воды», для этого нужно совершить обряд моления Дзыдзлан. После этого невестке разрешается ходить за водой и исполнять разнообразные хозяйственные работы, связанные с использованием воды — приготовление пищи, мытьё посуды, стирка белья и прочее. Г. Ф. Чурсин в своём труде «Материалы по этнографии Абхазии» называет Дзыдзлан «правоверной мусульманкой». Здесь наблюдается синкретное смешение божеств и обрядов. Дзыдзлан, по преданиям, является иногда причиной болезни — сумасшествия. Для излечения больного чаще всего направляют к мулле для изгнания злых духов. Представление о Дзыдзлан в настоящее время изменилось. По поверьям, Дзыдзлан — это красивая водяная дева-русалка, пристающая к одиноким путникам-мужчинам и вступающая с ними в единоборство. В случае победы путник становится на время её возлюбленным и не может её покинуть. Но чаще побеждает мужчина и отрезает у неё пучок волос. После этого «владычица» вынуждена идти к победителю в услужение. | [ 42 ] [ 43 ]                                    |
| Культ воды                                                  | Сакрализация воды как подательницы жизни                                                             | Река или другой источник воды определяли выбор места для поселения. В понятии абхазцев почитание душ умерших и представления о загробной жизни имеют несомненную связь с почитанием рек. Вода — это рубеж между земным и потусторонним мирами. Души умерших, по старинным абхазским воззрениям, на своём пути в загробный мир должны переходить на тот свет через мост, под которым находится вода. С этими представлениями существует обычай постройки культовых сооружений — мостков из погребальных досок. После обмывания покойника его укладывают на широкие доски, из которых после похорон сооружаются мостки на речных бродах, облегчающие переправу. Считается, что живые, проходя по этим мосткам, облегчают усопшему его последнюю «переправу». Из источников и родников разрешается только пить. Умывание следует совершать в стороне, предварительно набрав воды. Недопустимо кощунственно считается плевание в родник, его засорение. | [ 44 ] [ 45 ]                                    |
| Дзиуоу (Ӡиуоу)                                              | Богиня дождя                                                                                         | «Дзиуоу» — сложное слово толкуется как «тот, кто имеет возможность достать воду». Во время засухи устраивалось и ныне устраивается религиозное шествие к реке. Большую куклу сажают на лошадь или осла, или просто насаживают на шест и с соответствующим пением несут к реке. Затем опускают в воду и мочат. При этом сами толкают друг друга в воду и мокнут в полном одеянии. Кроме того устраивается плот, на котором разводят огонь и пускают его по течению. Это, вероятно, символизирует сильную засуху, что «даже и вода горит». | [ 46 ] [ 47 ]                                    |
| Ацуныхва (Ацуныхәа)                                         | Общественное моление во время сильной засухи                                                         | По убеждению абхазов засухой Анцва наказывает жителей за их провинности перед ним. Если после моления Дзиуоу не пошёл дождь, то тогда селяне собираются на совместное моление с приношением в жертву божеству Афы бычка. После молебна о ниспослании дождя на месте жертвоприношения происходит общественная трапеза с исполнением божественного песнопения песни горя — «Айрыг-ашва», исполняемое в исключительных случаях. | [ 48 ] [ 49 ]                                    |
| Культ свети́л: луны (амза) и солнца (амра)                   | Персонификация луны и солнца. Культ пользовался особым почитанием. Четвёртая и пятая доли бога Айтар | Культ солнца у абхазов древнее культа луны, но бо́льшее значение в обрядах придавалось луне. Луна имеет особое значение для скотоводства, являясь помощником человека в охране стад ночью. Луна считается долею бога скотоводства — Айтара. Понедельник — это день луны и моление ей совершается в первый понедельник Великого поста. Для этого испекают лепёшки из гоми в форме полумесяца. Молящийся, которого окружают только мужчины, берёт лепёшку и говорит: «Ты, Амза, великая доля великого бога Айтар, будь покровителем наших мужчин! Дай им свой блеск и свою силу!» Солнце важнее для земледельческого хозяйства. А так как первобытное земледелие обыкновенно являлось женским занятием, то оно представляется в виде женского существа и покровительствует женщинам. Моление солнцу совершалось так же в первый понедельник Великого поста вслед за молением луне. Молящийся ставит около себя всех женщин семьи, берёт круглую лепёшку в форме солнца и говорит: «Ты. Амра великая доля великого Айтар, пригрей и приголубь женщин нашей семьи, приумножь наши стада!» | [ 50 ]                                           |
| Ашьха-инцваху (Ашьха-инцәаху)                               | Бог гор                                                                                              | «Ашьха» — гора, «инцваху» — доля бога. Он заведует всеми горами и живущими на них зверями. Пастухи, уходя весною в горы на пастбища и осенью по возвращении приносят в жертву богу гор козлёнка или барашка. Кроме этого, после благополучного возвращения горец устраивает моление в честь божества гор. | [ 51 ]                                           |
| Культ священных мест                                        | Сакрализация природных объектов — мест обитания особой божественной силы — Аныха                     | Некоторые местности в Абхазии являются в народе особо почитаемыми и предпочтительными для совершения того или иного обряда, моления, жертвоприношения. Каждое из таких священных мест считается обиталищем Аныха. Согласно национальному менталитету абхазов земля Абхазии считается уделом Анцва, переданная им в вечное пользование. Чтобы люди не забыли чья это земля, посланник Анцва — апааимбар установил на ней семь святилищ (быжныха) для поклонения богу: Дыдрипш-ныха (Дудрипш) (абх. Дыдрыҧшь) — находится в Гудаутском районе, в 16 км северо-восточнее села Лыхны. Одно из семи наиболее почитаемых святилищ расположено на вершине горы. Здесь проводятся общенародные моления с участием высших руководителей государства. На самовольное посещение Дыдрыпш-ныха существует строжайший запрет. Ныне основное количество жертвоприношений и молений проводится у подножия горы. Обращаться к святилищу с просьбами могут не только абхазы, и не только приверженцы автохтонной религии. На вершине сохранился фундамент с цоколем старинной церкви. «Священная сила» Дыдрипш называется Аныпсных. Название образовано из слов «ан» — мать, «псы» — умершая, «ныха» — икона, что означает образ успения Божией Матери. Следовательно существовавшая церковь была построена во имя Успения Пресвятой Богородицы; Лых-ныха — расположено в центре села Лыхны на поляне Лыхнашта на территории лыхненского православного храма Пресвятой Богородицы. Оно играет роль традиционного абхазского святилища и христианского храма одновременно; Лдзаа-ныха — место близ села Лдзаа, где ещё во второй половине XIX века росли огромные развесистые дубы, которые исстари были окружены ореолом святости и недоступности. Это божество представлялось не имеющим определённого вида, что-то «наподобие облака». Христианское духовенство построило здесь деревянную часовню во имя Богородицы; Инал-куба-ныха (Нал-куба) (абх. Инал-ҟуба) — гора Инал-куба (Святая гора) в 5 км от села Псху в одноимённой долине. Считается самой старшей святыней в Абхазии. Гору Инал-куба связывают с Псху-ныха, которая представляет собой конусообразную скалу. Здесь запрещено охотиться и шуметь, совершаются моления с жертвоприношениями, приносятся очистительные присяги. Многие исследователи увязывают название «Инал-куба» с каким-то мифическим предком адыгейцев и абхазов Иналом, и переводят как «могила Инала»; Адагуа-ныха (абх. Ада́гәа-ныха) — гора Адагуа (Сахарная голова) — древнее святилище с каменными алтарями, защищённое с севера валом, в районе села Цабал. По народному поверью абхазов, Адагуа — глухой, слепой царь зверей; Лашкендар-ныха — культовый комплекс на горе Лашкендар близ города Ткуарчал, включающий в себя почитаемое традиционное святилище Лашкендар и христианскую базилику IV—VI веков, украшенную рельефными изображениями собак. Святилище связано с традиционным абхазским культом божества Алышкинтр — покровителя собак и домашнего хозяйства. С появлением христианства здесь был возведён храм. При этом в сознании местных жителей произошло практически полное отождествление обоих сакральных мест, что выразилось и в смешанной обрядности; Елыр-ныха — «Илорская святыня» находится в селе Илор. Здесь две святыни: традиционная абхазская — священная роща и христианская — храм Святого Георгия. Дубовая роща считалась местом пребывания божества Елыр-ныха, в честь которого в древности совершались моления с жертвоприношениями. Илорский храм в честь Святого Георгия Победоносца был возведён в XI веке на месте одного из семи главных абхазских святилищ Елыр-ныха. Название происходит от абхазского слова «аилыргара», что переводится как правосудие. | [ 55 ] [ 56 ] [ 57 ] [ 58 ] [ 59 ] [ 54 ] [ 60 ] |
| Почитание деревьев и рощ (Аҵланыхәара)                      | Одна из составных частей культа природы                                                              | Пережитки почитания деревьев и рощ сохранились у абхазов и поныне. Священные рощи или отдельные священные деревья есть почти в каждой сельской общине. Священным деревом считается граб. По поверью в граб никогда не ударяет молния. Поэтому его разводят около жилищ и во всех абхазских строениях обязательно должна присутствовать какая-нибудь часть из граба. Из других деревьев некоторыми абхазами дуб также признаётся священным. Путешественник Райнеггс (XVIII в.) так описывал один из обрядов абхазов: «В первых числах мая абхазы собирались в густом и мрачном священном лесу, деревья которого никто не имел права рубить. При совершении молитвы собирались возле большого дерева, в которое вбивался большой железный крест (аджар). Кроме того каждый приходил со своим деревянным крестом. Последние ставились на лужайках или же ими обменивались с знакомыми в знак уважения и дружбы». Моление дереву устраивалось перед сбором винограда. Мальчиков и взрослых, которые должны лазить по деревьям для сбора винограда, подводят к дереву и молятся духу дерева, чтобы он предохранил их от падения. Моление совершает чаще всего мать или бабушка. | [ 62 ] [ 17 ]                                    |
| Абна-инцваху (Абна-инцәаху)                                 | Бог леса                                                                                             | «Абна» — лес, «инцваху» — доля бога. В представлении абхазов лес являлся одухотворённым живым существом, где обитали злые духи, вредящие скоту и человеку. Жертвоприношений в честь лесного божества не делалось, но существовал один обычай, связанный с культом леса. Хозяин, у которого стадо достигало одной тысячи голов должен был выделить и отогнать в лес десятую часть как долю покровителя леса. Стадо оставалось в лесу и дальнейшая судьба его была неизвестна. Оно могло пристать к стаду другого пастуха или быть растерзанным хищниками. Но чаще всего через два три дня отогнанное стадо возвращалось к своему хозяину. Это считалось особым проявлением милости божества леса к хозяину. | [ 63 ]                                           |
| Ацвакуа (Ацвакуа-елиа) (Аҵәаҟуа)                            | Бог радуги                                                                                           | В абхазской мифологии Ацвакуа представляется как мстительный персонаж. Он летает в облаках и строго наказывает всех, кто чем-либо провинился перед ним — кого смертью, кого болезнью. Чтобы его не разгневать нельзя черпать воду и умываться, когда радуга появляется на небе, а лучше и вовсе остерегаться воды. Человек, разгневавший Ацвакуа, желтеет и чахнет и спасти свою жизнь может только жертвоприношением и молитвой. Между тем он выполняет благородную миссию — из рек и водоёмов выпивает столько воды, сколько необходимо для утоления жажды туч. А тучи в свою очередь орошают землю, когда та нуждается в этом. Ацвакуа служит связью между двумя мирами — небом и землей. | [ 64 ] [ 65 ]                                    |

| Гора Лашкендар в Ткварчельском районе — одно из семи святилищ Абхазии. |  |  | Церковь Пресвятой Богородицы в селе Лыхны, во дворе которой находится традиционное абхазское святилище — Лых-ныха. |  |  | Кромлех в селе Эшера — мегалитическое сооружение, связанное с культом предков. |